# Game Done Changed
«Game Done Changed» (titulado «Error redituable» en Hispanoamérica y «El juego ha cambiado» en España) es el décimo episodio de la trigésimo cuarta temporada de la serie de televisión animada estadounidense Los Simpson, y el 738 en total. Se emitió en los Estados Unidos en Fox el 4 de diciembre de 2022. El episodio fue dirigido por Timothy Bailey y escrito por Ryan Koh.
En este episodio, Bart descubre un fallo en el juego en línea Boblox, y comienza a explotar el fallo en los ordenadores de la vieja escuela para traficar con dinero, con el director Skinner entrando en el esquema. El episodio recibió críticas positivas.

## Trama
Cuando Marge sorprende a Bart jugando a un videojuego violento, le obliga a jugar a un juego de ordenador para niños. Bart y Milhouse descubren un fallo en el juego por el que, si venden un objeto por dinero del juego, se quedan con una copia del mismo. Idean un plan para que sus compañeros de colegio jueguen al juego y ganen más dinero. Marge también deja jugar a Maggie. Se da cuenta de que Maggie puede comunicarse con ella utilizando emojis del juego.
El director Skinner descubre a los alumnos jugando al juego en los ordenadores de la escuela, y Bart soborna a Skinner convirtiendo parte de la moneda en dinero real, que puede utilizarse para financiar la escuela. Cuando Martin intenta denunciarlos, Skinner le amenaza. Un día, son atacados en el juego por estudiantes de otra escuela, que también están monetizando el fallo. Bart y Skinner van a la otra escuela para negociar. Bart acepta una resolución dividiendo el territorio, pero Skinner se niega y saca a Bart del plan. Mientras tanto, Homer y Lisa se han unido a Marge y Maggie en el juego.
Skinner entra en guerra con la otra escuela del juego. Como están siendo derrotados, Skinner decide arrasar la otra escuela. Cuando Bart se entera, es capaz de detener a Skinner a tiempo, y éste recapacita.
Más tarde, Ned Flanders visita al resto de los Simpson y descubre que todos son adictos al videojuego, lo que le asusta.

## Producción
En abril de 2022, se reveló el tercer episodio de la 34ª temporada de la producción. Michael Price lo confirmó y reveló el papel principal de Bart en el episodio. Montse Hernández actúa como invitada en el papel de Astrid.